# Abtsregt
Abtsregt is een voormalige gemeente in de Nederlandse provincie Zuid-Holland. 
Abtsregt was tot 1795 een ambachtsheerlijkheid en van 1795 tot 1798 een municipaliteit. In de Bataafse tijd was Abtsregt van 1798 tot 1811 een gemeente, die op 1 januari 1812 werd opgeheven; het grondgebied werd toegevoegd aan dat van de gemeente Pijnacker.
Op 1 april 1817 werd deze toevoeging ongedaan gemaakt en werd Abtsregt opnieuw een zelfstandige gemeente. Op 1 september 1855 werd de gemeente opgeheven; het grondgebied werd toegevoegd aan dat van de gemeente Vrijenban.

Kaart van de gemeente Abtsregt in 1824.